# 藤井流星
藤井流星（日语：／ Fujii Ryusei，1993年8月18日—）是日本偶像、演員兼藝人。傑尼斯事務所所屬，組合「WEST.」的成員之一。

## 簡歷
- 2006年10月8日、進入傑尼斯事務所（同期有中山優馬、重岡大毅）。隔年11月與中山優馬和神山智洋結成TOP Kids。
- 2008年8月、首次主演連續劇『DRAMATIC-J 僕らのミラクルサマー』。
- 2014年4月23日、以「Johnny's WEST」成員身分CD出道。7月、主演連續劇『Again!!』。

## 演出
只列出以個人身份的演出，以組合名義的演出參考Johnny's WEST#演出。

### 電視劇
- DRAMATIC-J 僕らのミラクルサマー（2008年8月4日・8月11日、關西電視台） - 飾 涼太
- 武士转校生：吾等武士之道（2009年3月28日、關西電視台） - 飾 加東竜介
- DRAMADA-J いつかの友情部、夏。（2009年9月10日 - 9月24日、關西電視台） - 飾 太田亘
- 谁也不知道的J学园（關西電視台）
  - 連獅子の舞（2010年5月12日） - 飾 
  - 卒業〜遭難する視聴覚室（2010年7月7日） - 飾
- 機師訓練班（2013年10月15日 - 12月24日、富士電視台） - 飾 山田一男
- SHARK（2014年1月12日 - 3月30日、日本電視台） - 飾 北川和月
- Again!!（2014年7月21日 - 9月22日、MBS / 7月23日 - 9月24日、TBS） - 主演・今村金一郎
- 歡迎來我家（2015年4月13日 - 6月15日、富士電視台） - 飾 辻本正輝
- 武士老師（2015年10月23日 - 12月11日、朝日電視台） - 飾 佐伯寅之助
- 出租救世主（2016年10月9日 - 12月11日、日本電視台） - 飾 葵伝二郎
- 毕业笨蛋实况（2018年1月23日 - 3月27日、日本電視台） - 主演 ・堀口学（與濱田崇裕雙主演）
- 黃昏流星群（2018年10月11日 - 12月13日、富士電視台） - 飾 日野春輝
- 组成摇滚乐队的正确方法（2020年4月20日 - 6月22日、日本電視台） - 主演・赤川静馬（與神山智洋雙主演）
- 和風喫茶鹿楓堂（2022年1月15日 - 3月19日、朝日電視台） - 飾 東極八京
- DCU 第5話（2022年2月20日、TBS） - 飾 中林守
- 警视厅考察一课（2022年10月17日 - 12月26日、東京電視台） - 飾 藤井龍
- 18歲、新妻、不倫。（2023年10月15日 - 12月18日、ABC電視台・朝日電視台） - 主演・藤宮煌
- 用吻堵住妳的唇，不要被發現。（2025年2月4日 - 4月8日、讀賣電視台）- 主演・塩谷大輔（與紺野彩夏雙主演）
- Stingers 警視廳誘餌搜查驗證室（2025年7月22日 - 、富士電視台）- 飾 乾信吾

### 網路劇
- 爆炎轉校生 REBORN（2017年11月10日、Netflix） - 主演・藤井駆

### 電影
- 宿舍Fes！〜最後的七不思議〜（2012年3月31日） - 飾 龍造寺文也
- 关西杰尼斯Jr.的京都太秦行进曲！（2013年3月30日） - 飾 瀬戸口裕
- 狂賭之淵（2021年6月1日） - 飾 視鬼神真玄

### 舞台劇
- 组成摇滚乐队的正确方法 夏（2020年8月9日 - 30日、東京環球劇場 / 9月2日 - 8日、梅田芸術劇場 Theater Drama city） - 主演・赤川静馬（與 神山智洋雙主演）
- 哈洛與茂德（2021年9月30日 - 10月14日、EX THEATER ROPPONGI / 10月16日 - 18日、森ノ宮ピロティホール） - 哈洛
- NOISES OFF（2023年11月4日 - 12日、森ノ宮ピロティホール / 11月16日 - 29日、EX THEATER ROPPONGI / 12月4日 - 10日、キャナルシティ劇場） - 主演

### 电视节目
- 鬧鐘電視（2019年9月、富士電視台） - 月間娛樂報導員
- VS魂（2021年1月3日 - 2022年4月21日、富士電視台） - 常规嘉宾
  - VS魂 Gradation（2022年4月28日 - 9月30日、富士電視台） - 常规嘉宾
- ジャニーズWEST桐山&流星のサシタビ!!（2023年3月21日、瀨戶內電視台）

### 廣告
- STRIPE INTERNATIONAL「earth music&ecology」（2018年10月 - ）※関西限定

## 外部連結
- 藤井流星 / Ryusei Fujii的Instagram帳戶
- 藤井流星在互联网电影资料库（IMDb）上的資料（英文）